# こなみるく
こなみるくは、かつてコナミグループのコナミデジタルエンタテインメントが展開していたキャラクターグッズショップである。
※2006年3月30日以前はコナミ（本社）による運営。以下「コナミデジタルエンタテインメント」も含めて全て「コナミ」と表記する。

## 概要
シューティングゲームでありながらキャラクター性を前面に押し出した『ツインビー』や、恋愛シミュレーションゲーム『ときめきメモリアル』などの爆発的ヒットにより、コナミにおけるキャラクターグッズ事業がスタートした。そのアンテナショップとして、1997年に当時コナミ直営であったゲームセンター・チルコポルト新宿店（当時の名称は「ビガロ」）の3階に開店した。
この新宿店は、1階のショーウィンドウには1体50万円の『ときめきメモリアル』シリーズキャラクターの等身大フィギュアが飾られ、歌舞伎町という国内有数の繁華街に立地していたこともあって周囲の目を引いていた（当初は『ときめきメモリアル』の藤崎詩織・虹野沙希・館林見晴。2000年秋に『ときめきメモリアル2』の陽ノ下光・麻生華澄に交替）。また3階には『ときめきメモリアル対戦ぱずるだま』や『ときめきメモリアル ～おしえてyour heart～』、キャラクターの景品が積まれたプライズゲームも設置されていた。
その後チルコポルト梅田店・上尾店にも展開。さらに1998年9月からはフランチャイズ展開を開始、日本全国各地の有力ゲームショップ・アニメショップなどと提携し店舗展開を進めていった。同様のフランチャイズ展開は台湾「捷比漫畫便利屋」各店舗内においても行われ（タイトルは「科樂美精品世界」）、大規模な店舗展開が行われた。
しかし、主力商品だった『ときめきメモリアル』シリーズの人気低下や、コナミのゲームセンター事業撤退、また自社のオンライン通販サービス・コナミスタイルのサービス拡充などの理由から、新宿店以外の直営店や各地のフランチャイズ店舗の廃止が相次いだ。最後まで直営店として残っていた「聖地」新宿店も、2002年1月のチルコポルト新宿店閉店に先立つ2001年10月に閉店し、その幕を下ろすことになった。
2001年12月、新宿店はその代替として、同年7月に新宿NSビルの3Fに開設した自社のカードゲームプロモーション施設・コナミカードゲームセンターの一角に移転。その後2004年3月のカードゲームセンターの渋谷移転に伴い、こなみるくも「本店」として渋谷に移転した。
直営店は渋谷の本店のみになり、フランチャイズ店舗も往年に比べ縮小・撤退が目立ち、ほぼ有名無実の状態になっていた。2010年にコナミスタイル東京ミッドタウン店がオープンしてからは、コナミのグッズショップ並びにカードゲームセンターも同店舗に集約され、渋谷店も閉店し「こなみるく」ブランドも事実上消滅。
また、以前は「こなみるく友の会」というポイントカードのサービスもあったが、2006年に廃止されている。前述のコナミスタイル東京ミッドタウン店ではポイントサービスが復活している。
『ときめきメモリアル』シリーズの最新作である『ときめきメモリアル Girl's Side 3rd Story』や『ときめきメモリアル4』も従来作と同様にグッズが展開されているが、こなみるくブランドで展開せず、コナミスタイル限定を中心にした展開になっている。

## イベントでの臨時出店
東京ゲームショウ・東京キャラクターショーなどのゲーム・アニメファン向けイベントには、こなみるくは積極的に臨時店舗を出店し、主に『ときめきメモリアル』シリーズを中心とした、そこでしか販売されない限定アイテムを巡って毎回長蛇の列が出来、当然のごとく徹夜組も出現するほどの熱気だった。
中には、業界関係者しか入場出来ない日に関係者チケットなどを使用して入場し、会場限定グッズを大量に買い込み、インターネットオークションなどで転売する者も現れ、問題となった。そこでコナミも、後年になって一部の目玉商品を一般入場日まで陳列しない、会場で販売される商品の大部分をコナミスタイルでも販売する、などといった対策を取った。
しかし、前項でも挙げた情勢の変化に伴い、2004年ごろを境に臨時出店を行うイベントも減少。その柱でもあった東京ゲームショウでも、2005年をもって出店を撤退する事になった。その後、2010年にコナミは東京ゲームショウへのグッズショップ出店を再開したが、こなみるくではなく、コナミスタイル名義での出店で合った。

## 主な取扱商品
- ツインビーシリーズ
- ときめきメモリアルシリーズ
- Girl's Sideシリーズ
- pop'n musicシリーズ
- 幻想水滸伝シリーズ
- Dancing Blade かってに桃天使!
- 極上生徒会
- 魔法先生ネギま!